# Norderö kyrka
Norderö kyrka är en kyrkobyggnad i Östersunds kommun. Den är sedan 2014 församlingskyrka i Frösö, Sunne och Norderö församling, Härnösands stift.

## Kyrkobyggnaden
Stenkyrkan uppfördes vid slutet av 1100-talet. Ett trävapenhus vid västra kortsidan uppfördes 1653 och en träsakristia norr om koret uppfördes 1762. På 1780-talet genomfördes en ombyggnad efter förslag av Per Olofsson i Dillne då fönstren vidgades och koret byggdes om till ny sakristia. Tidigare sakristia norr om koret revs och trävirket användes till ett nytt vapenhus i väster. Ett murat vapenhus i väster uppfördes 1939 som ersatte tidigare vapenhus av trä.

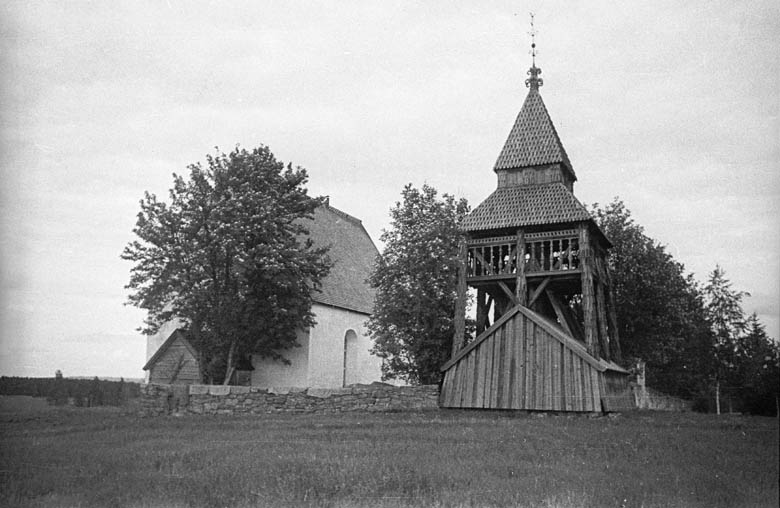
Norderö kyrka 1933
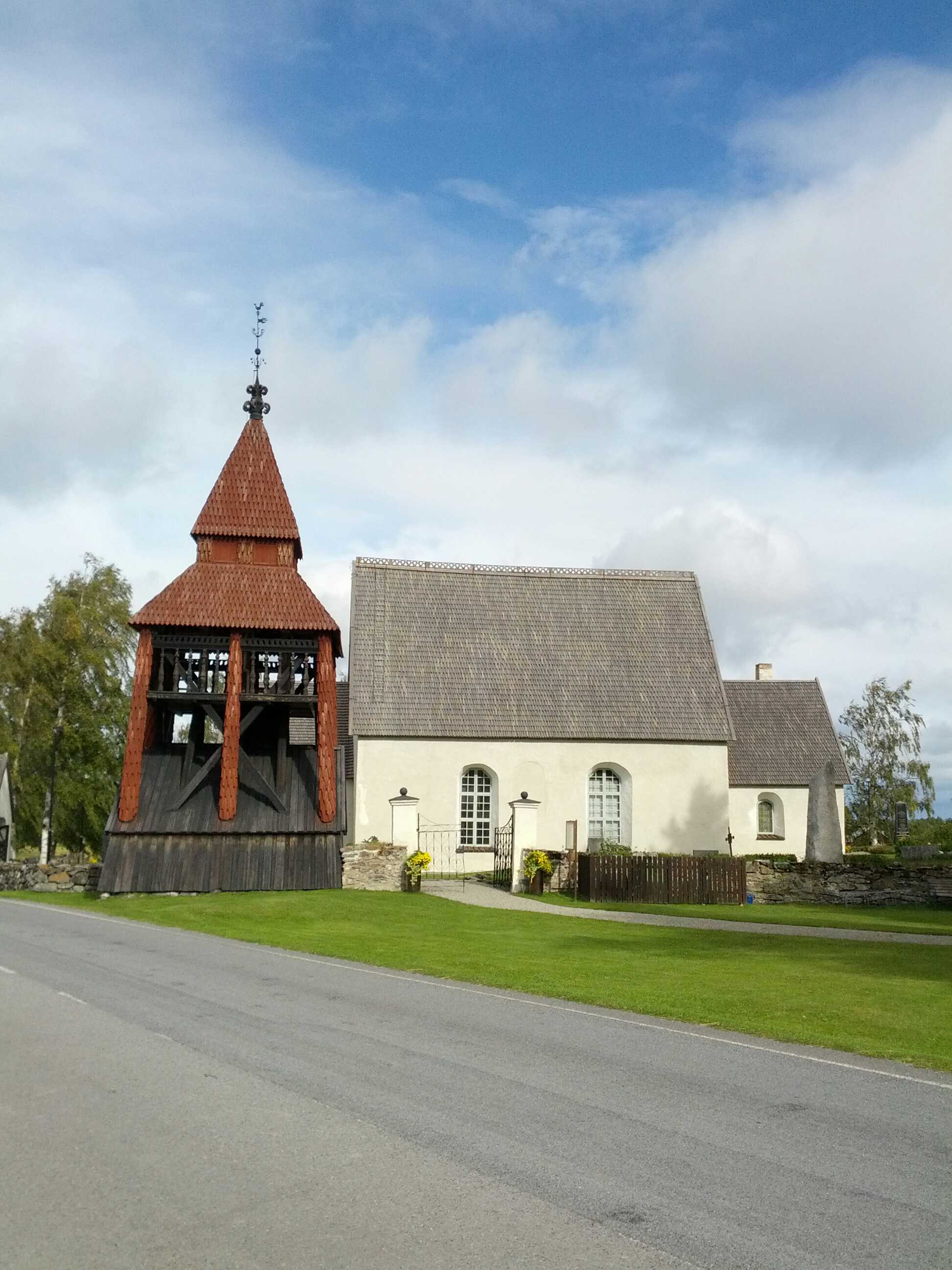
September 2012
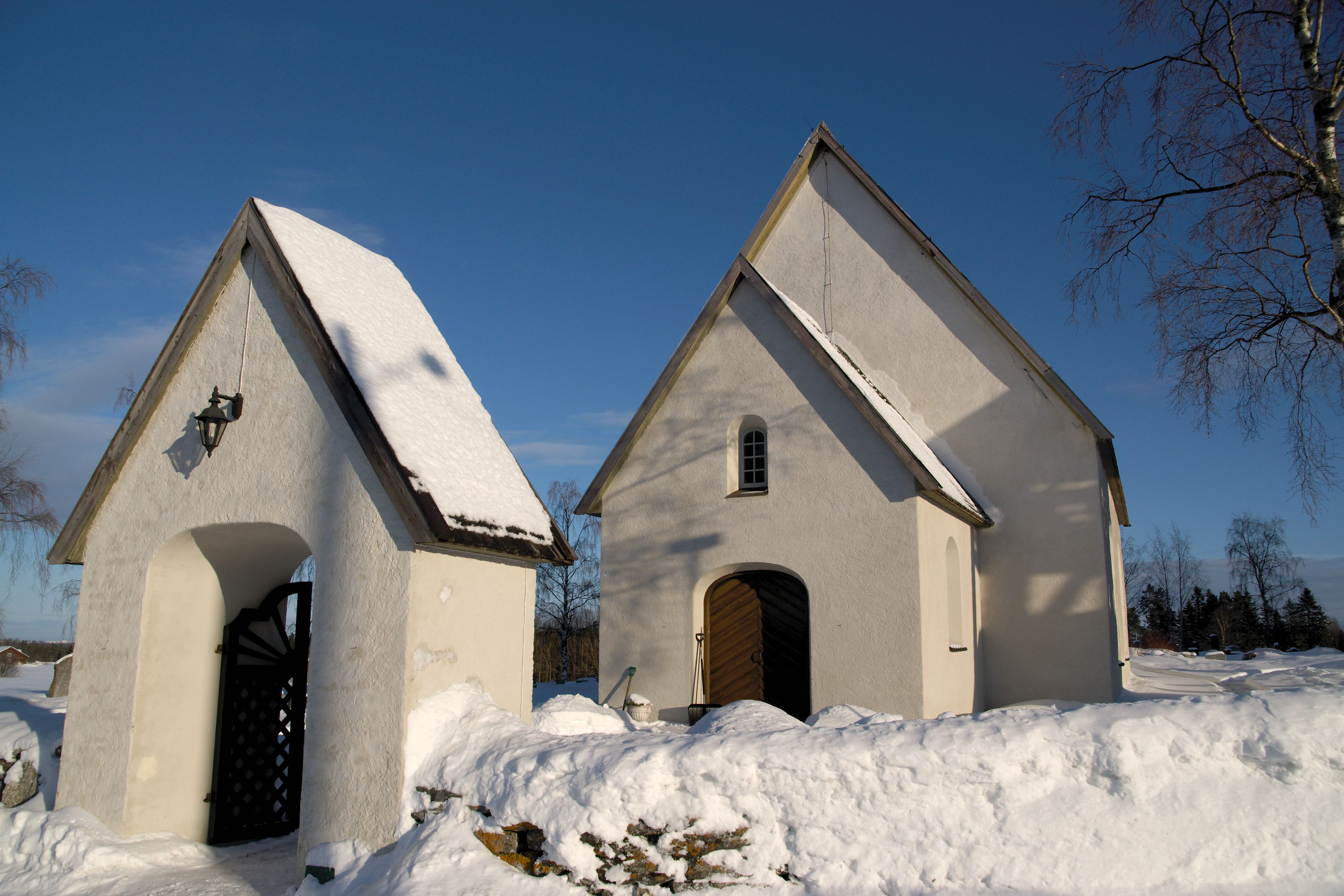
Februari 2013